# Ravenea beentjei
Ravenea beentjei är en enhjärtbladig växtart som beskrevs av Rakotoarin. och John Dransfield. Ravenea beentjei ingår i släktet Ravenea och familjen Arecaceae. Inga underarter finns listade i Catalogue of Life.